# Connotació
La connotació és la utilització del llenguatge amb un significat més ampli del que tenen les paraules en la primera accepció del diccionari. Depèn del context en què es produeix la comutació i de la subjectivitat del parlant.
Les connotacions poden ser culturals o personals. Per exemple, un colom té el significat denotatiu d'animal, però en la nostra societat s'associa a la pau. Per a un determinat individu, però, pot significar altres coses segons la seva experiència particular. Atesa aquesta subjectivitat, el significat connotatiu és difícil de mesurar o definir, encara que se'n faci temptatives, com ara la tècnica del diferencial semàntic.
La connotació és a l'origen de molts recursos literaris, com la metàfora.
Per a Geoffrey Leech, és un tipus de significat associatiu, i inclou la connotació pura (un concepte evocat en sentir una paraula que no pertany a la seva definició), la col·locació (el parlant evoca les paraules que acostumen a aparèixer juntament amb aquell terme i que en modifiquen el significat) o el matís afectiu lligat a l'experiència que cada persona pot associar a un mot.